# Софрито
Софрито (исп. sofrito, кат. sofregit, итал. soffritto, порт. refogado) — соус средиземноморской, латиноамериканской, испанской, итальянской и португальской кухни.
В современной испанской кухне софрито состоит из чеснока, лука, перца и помидоров, обжаренных или тушенных на оливковом масле. Известен как refogado, sufrito или иногда estrugido в португалоязычных странах, где часто необходимы только лук, чеснок и оливковое масло, а другими наиболее распространенными ингредиентами являются помидоры и лавровые листья.

## Средиземноморье
В средиземноморской кухне оливковое масло, наряду с помидорами и луком, является третьим по важности компонентом. Чеснок не является обязательным, так как он не считается неотъемлемой частью стандартного рецепта софрито. Самый ранний из упомянутых рецептов софрито, датируемый примерно серединой 14 века, готовится только из лука и масла, поскольку помидоры или перец ещё не попали в Европу из Америки. Некоторые рецепты софрито вообще не содержат помидоров, но усложняются за счет добавления нарезанных кубиками овощей, таких как лук-порей или болгарский перец.
В итальянской кухне, мелко нарезанный лук, морковь и сельдерей называемые battuto (измельченная зелень, нарезанные овощи), тушёные в оливковом масле называют soffritto. Он используется в качестве основы для многих соусов для пасты, таких как соус болоньезе, но иногда его можно использовать в качестве основы для других блюд, таких как тушеные овощи. По этой причине это основной компонент итальянской кухни. Он также может содержать чеснок, лук-шалот или лук-порей.
В греческой кухне термин sofrito относится к особому блюду, которое готовят исключительно на острове Корфу. Софрито — это стейк из телятины, приготовленный на медленном огне в белом вине, чесноке и соусе из трав, обычно подается с рисом.

## Латинская Америка
В бразильской кухне глагол refogar также включает в себя блюда, которые обжариваются на растительном масле перед варкой или приготовлением на пару, даже если жареного ингредиента нет. Точно так же рис, который был поджарен в растительном масле перед варкой, называется refogado.
В колумбийской кухне софрито называют hogao, он сделан только с зелёным луком и помидорами, или guiso сделанный в основном из томатов, луки, кориандра, тмина, а иногда и чеснока; его используют при приготовлении тушеного мяса, стью, риса, в качестве соуса или пасты для арепы или другой уличной еды и других блюд.
В кубинской кухне софрито готовят аналогичным образом, но основные компоненты испанский лук, чеснок и зелёный сладкий перец. Это основа для бобов, рагу, риса и других блюд, в том числе ропа вьеха и пикадильо. Другие второстепенные компоненты включают томатный соус, белое сухое вино, тмин, лавровый лист и кинзу. Чоризо (разновидность острой вяленой колбасы), токино (соленая свинина) и ветчина добавляются для определённых рецептов, например, для фасоли.
В Доминиканской кухне софрито также называют sazón, блюдо представляет собой жидкую смесь, содержащую уксус, воду, а иногда и томатный сок. Софрито или sazon используются для риса, тушеных, фасоли и других блюд. Типичный доминиканский софрито состоит из очень мелко нарезанного зелёного, красного и жёлтого болгарского перца, красного лука, чеснока, молотого орегано, яблочного уксуса, томатной пасты, воды и кинзы. Ингредиенты различаются и могут меняться, например, перец кубанелле может заменить болгарский перец, сельдерей может заменить лук, а петрушка или кулантро можно использовать вместо кинзы..
В эквадорской кухне софрито называется refrito, и он сделан из испанского лука, перца cubanelle, свежие помидоры, жареный чеснок, кинзу и молотый поджаренный тмин.
В мексиканском штате Юкатан, перец хабанеро имеет важное значение для приготовления софрито.
В перуанской кухне софрито называется aderezo и готовится из красного лука, чеснока, одной или нескольких пасты чили (ахи), в зависимости от рецепта, соли и чёрного перца. Адересо может также включать помидоры или ачиоте. Известны некоторые региональные варианты, такие как использование тыквы на северном побережье Перу.
В Пуэрто-риканской кухне софрито в основном используется при приготовлении блюд из риса, соусов и супов. Софрито тесно связан с рекаито (смесь лука, чеснока, ахиситос, зелёного болгарского перца и большого количества кинзы и кулантро). Два основных ингредиента, которые придают пуэрто-риканскому софрито его характерный аромат, это рекао (кулантро) и сладкий перец чили «ахи», но также добавляются красный и зелёный перец кубанелле, красный сладкий перец, пимиентос, лук, чеснок, сливовые помидоры и кинза. Все красные перцы обжариваются, а затем добавляются в софрито. Софрито традиционно готовят на оливковом масле или масле аннато, c точино (бекон), соленой свининой и вяленой ветчиной. Смесь из фаршированных оливок и каперсов, называемая алькапаррадо, обычно добавляется со специями, такими как лавровый лист, бикса орельяна (ачиоте) и адобо.
В кухне Гаити основой аромата большинства блюд является эпис, комбинированный соус, приготовленный из варёного перца, чеснока и зелени, особенно зелёного лука, тимьяна и петрушки. Он также используется в качестве основной приправы к рису и бобам, а также используется в стью и супах.
В некоторых карибских кухнях софрито готовят с салом/жиром и используют как основу для многих традиционных блюд. В жир добавляют семена аннато, делая его жёлтым. В такое цветное сало добавляется молотая смесь из вяленой ветчины, болгарского перца, перца чили и лука; после этого добавляются протертые листья кориандра (кинзы) и листья душицы, зубчики чеснока, и тушат соус полчаса.
Термин также относится к ряду родственных соусов и приправ в странах Карибского бассейна, Центральной и Латинской Америки.

## Азия
В филиппинской кухне ginisá кулинарный термин, который относится к блюду на основе чеснока, лука, помидор, обжаренных вместе с растительным маслом. По сути, он похож на испанский софрито.